# Grzegorz Białkowski
Grzegorz Białkowski (ur. 8 grudnia 1932 w Warszawie, zm. 29 czerwca 1989 tamże) – polski fizyk, filozof, poeta i polityk, profesor, rektor Uniwersytetu Warszawskiego, senator I kadencji.

## Życiorys
W 1950 ukończył Państwowe Gimnazjum i Liceum im. Stefana Batorego w Warszawie. W 1955 ukończył studia na Uniwersytecie Warszawskim. Jeszcze w ich trakcie rozpoczął na tej uczelni pracę naukową w Instytucie Fizyki Teoretycznej. W 1959 obronił doktorat, habilitację uzyskał w 1965. W 1971 otrzymał tytuł profesora nadzwyczajnego, a w 1977 został profesorem zwyczajnym. Kierował Zakładem Fizyki Teoretycznej Wielkich Energii. W 1985 został wybrany na rektora Uniwersytetu Warszawskiego. Od 1986 był członkiem Rady Konsultacyjnej przy przewodniczącym Rady Państwa Wojciechu Jaruzelskim. Gościnnie prowadził wykłady na uczelniach włoskich, niemieckich, radzieckich, amerykańskich, francuskich, szwajcarskich i innych. Brał udział w pracach Komitetu Fizyki PAN, Polskiego Towarzystwa Fizycznego, Międzynarodowej Komisji Nauczania Fizyki, Polskiego Towarzystwa Filozoficznego, Europejskiego Towarzystwa Fizycznego. W 1980 w gronie założycieli zarejestrowanego rok później Towarzystwa Popierania i Krzewienia Nauk.
Brał udział w obradach Okrągłego Stołu po stronie solidarnościowej. 4 czerwca 1989 został wybrany na senatora I kadencji w województwie piotrkowskim z rekomendacji Komitetu Obywatelskiego. Zmarł 25 dni później na atak serca (przed złożeniem ślubowania).
Pochowany na cmentarzu Powązkowskim w Warszawie (kwatera D–2–17/20).

## Twórczość
Był autorem licznych publikacji z dziedziny fizyki, w tym prac popularnonaukowych, podręczników i monografii, m.in.:
- Cząstki elementarne (1971, jako współautor),
- Mechanika klasyczna (1974),
- Stare i nowe drogi fizyki (1980–1985, w 3 częściach),
- Mechanika kwantowa – o czym to jest? (1982).

Publikował na łamach „Studiów Filozoficznych”, „Dialectics and Humanism”, „Zagadnień Naukoznawstwa”, „Życia Literackiego”, „Science of Science”. Wydał również kilka tomów poetyckich:
- Mgła (1964),
- Odwijanie ze źródła (1967),
- Przemienienie (1973).

Był także encyklopedystą; został wymieniony w gronie edytorów Ilustrowanej encyklopedii dla wszystkich. Fizyka wydanej w latach 1985–1991.